# Codex Regius

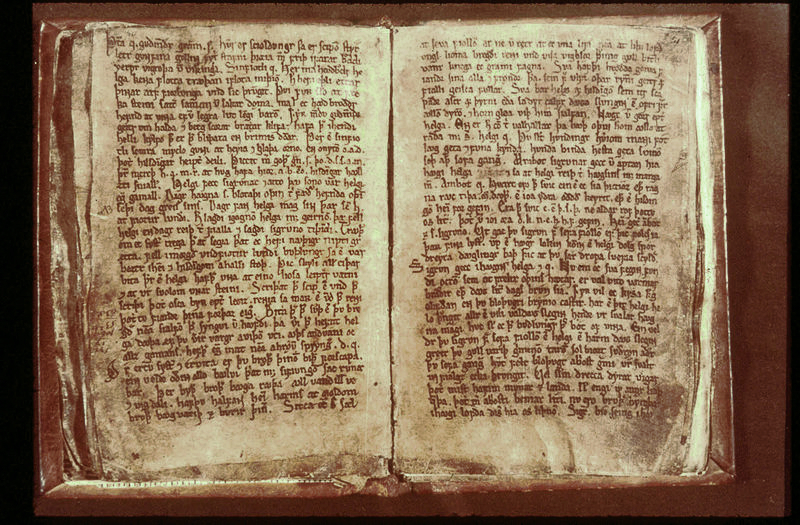
Codex Regius

Codex Regius neboli „Královská kniha“, islandsky Konungsbók, též GKS 2365 4º, je islandský kodex sepsaný okolo roku 1270. Nepřesně je tento kodex také nazýván Saemundova Edda, na základě mylného přisouzení autorství Sæmundurovi Sigfússonovi biskupem Brynjólfurem Sveinssonem, prvním známým majitelem rukopisu. Kodex je nejznámější islandskou knihou a islandský národní poklad. Jedná se o nejrozsáhlejší zachovalý soubor severských mytologických básní nazývaných souhrnně jako Poetická Edda. 
Kromě básní nacházejících se v tomto kodexu jsou do Poetické Eddy počítány rukopisy jako Hauksbók, Flateyjarbók, Codex Wormianus nebo AM 748 I 4to obsahující například píseň Baldrovy sny nebo Píseň o Rígovi, které nejsou obsaženy v Codexu Regius.
Prvním známým majitelem kodexu byl islandský biskup Brynjólfur Sveinsson, který jej získal roku 1643. V té době již v něm chybělo osm stránek. V roce 1662 biskup kodex daroval dánskému králi Frederikovi III. V Dánské královské knihovně rukopis zůstal až do roku 1971 kdy byl navrácen na Island, kde je uložen v Institutu pro islandská studia Arniho Magnússona.

## Obsah
Codex Regius obsahuje 29 básní, z toho 11 mytologického charakteru:
- Völuspá – Vědmina píseň
- Hávamál – Výroky Vysokého
- Vafþrúðnismál – Píseň o Vaftrúdnim
- Grímnismál – Píseň o Grímnim
- Skírnismál – Skírniho cesta
- Hárbarðsljóð – Píseň o Hárbardovi
- Hymiskviða – Píseň o Hymim
- Lokasenna – Lokiho pře
- Þrymskviða – Píseň o Trymovi
- Völundarkviða - Píseň o Völundovi[pozn. 1]
- Alvíssmál – Píseň o Alvísovi

Dále obsahuje hrdinské písně, které lze dělit na cyklus o Helgim, Niflunzích a Jǫrmunrekrovi.

## Vznik
Úvodní poznámky a třídění básní podle tématu vede badatele k názoru, že autor kodexu čerpal z nezachovaného pramene z počátku 13. století.
Existence dalších rukopisů obsahujících básně podobné formy a obsahu, včetně jejich citací v různých prozaických textech, dokazuje že se nám dochoval pouhý zlomek eddické poezie a její původní rozsah je neznámý. Není také znám původ a doba vzniku básní, některé mohou pocházet z rané vikingské éry, jiné zas až z 12. století, část pravděpodobně pochází z Norska, některé ale mohou pocházet například z Irska či Grónska.

## Populární kultura
- Codex Regius – detektivní román Arnaldura Inðridasona z roku 2006